# Jacques Freitag
Jacques Freitag, född 11 juni 1982 i Warrenton, Norra Kapprovinsen, död i juni eller juli 2024 i Pretoria, var en sydafrikansk höjdhoppare. Freitag hittades skjuten och polisen utreder mord. Han växte upp i Bronkhorstspruit, femtio kilometer öster om Pretoria. Han var 2,04 meter lång. Hans mor, Hendrina Pieters, blev 1973 sydafrikansk höjdhoppsmästare och hade ett personbästa på 1,74 meter. 
Freitag var den första friidrottare som vunnit guldmedaljer inom IAAF:s senior- (2003), junior- (2000) och ungdomsmästerskap (1999). Han hade ett personbästa på 2,38 meter utomhus (2005).
Hans manager var Peet van Zyl och hans tränare var Bob Cervanka. Han tävlade för klubben Rentmeester-Tuks AC i Pretoria.

## Medaljer
- 1999 UVM i friidrott - Guld
- 2000 JVM i friidrott - Guld
- 2003 VM i friidrott - Guld